# Giacomo Ceruti

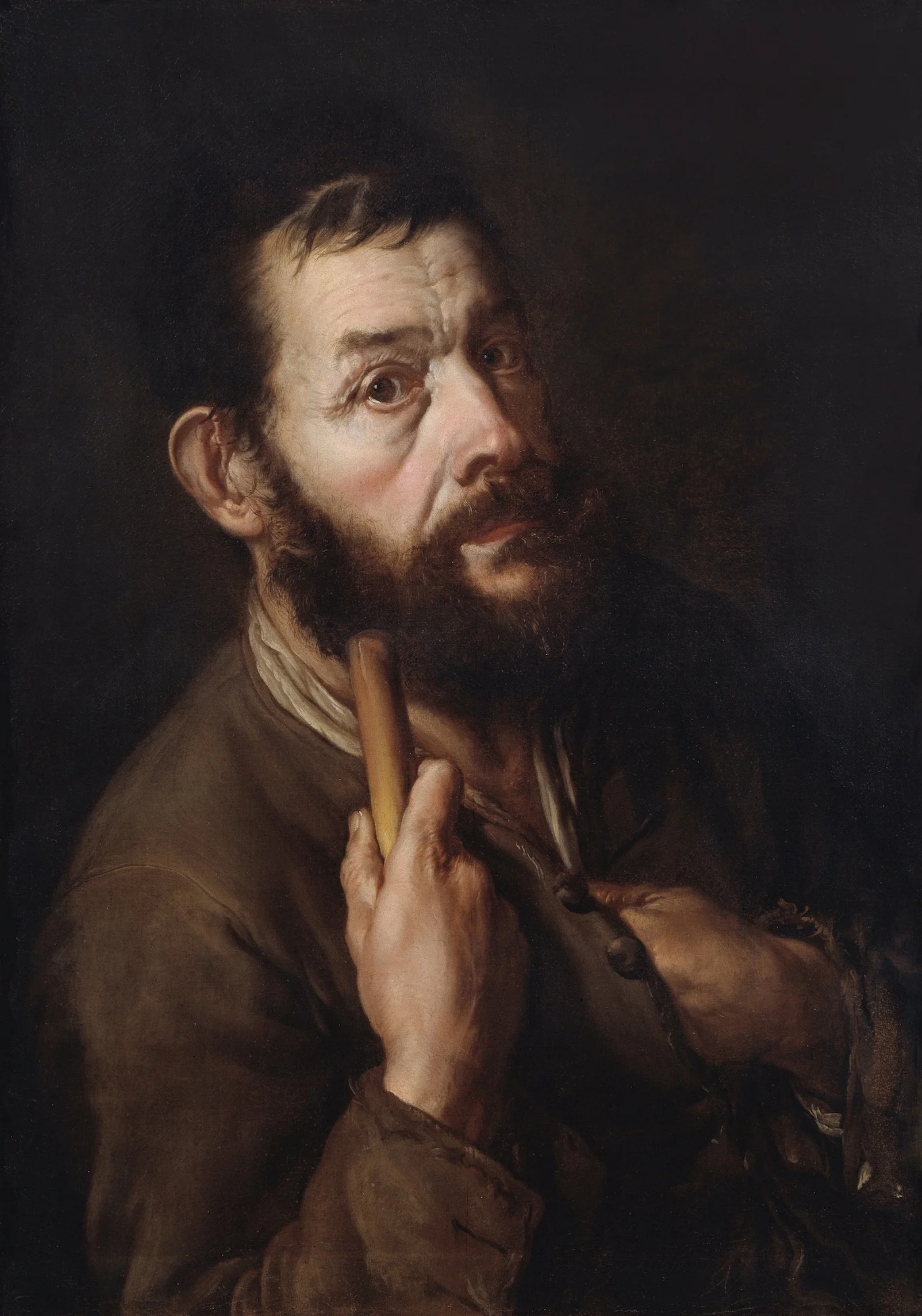
Autorretrato como peregrino, 1737. Óleo sobre lienzo. Abano Terme, Museo Villa Bassi Rathgeb.

Giacomo Antonio Melchiorre Ceruti (1698-1767), llamado Pitocchetto (el pequeño mendigo), fue un pintor tardo barroco italiano, activo en el norte de la península (Lombardía, Brescia, y Venecia) donde desarrolló una labor variada y desigual, incluyendo géneros como el retrato, las naturalezas muertas o los asuntos mitológicos y religiosos, pero valorada especialmente por sus cuadros de grandes dimensiones de mendigos, sencillos artesanos y sujetos humildes retratados con realismo y escasamente original en los motivos religiosos. Son estos retratos de género protagonizados por gente humilde en sus actividades cotidianas y tratados con empatía lo que le valió el sobrenombre de Pitocchetto.

## Biografía
La biografía de este pintor, nacido en Milán el 13 de octubre de 1698, es apenas conocida en sus primeros años. Se documenta en Brescia, ciudad de la que es posible que fuese oriunda su familia, ya en 1711, y las primeras obras conocidas son una serie de retratos de dignatarios de la ciudad, entre ellos el Retrato de Giovanni Maria Fenaroli, fechado en 1724 (colección Fenaroli, Corneto), que es su primera obra de atribución cierta. Este retrato muestra las cualidades de su estilo retratístico: naturalismo penetrante, aumentado por una presentación directa de sus modelos.

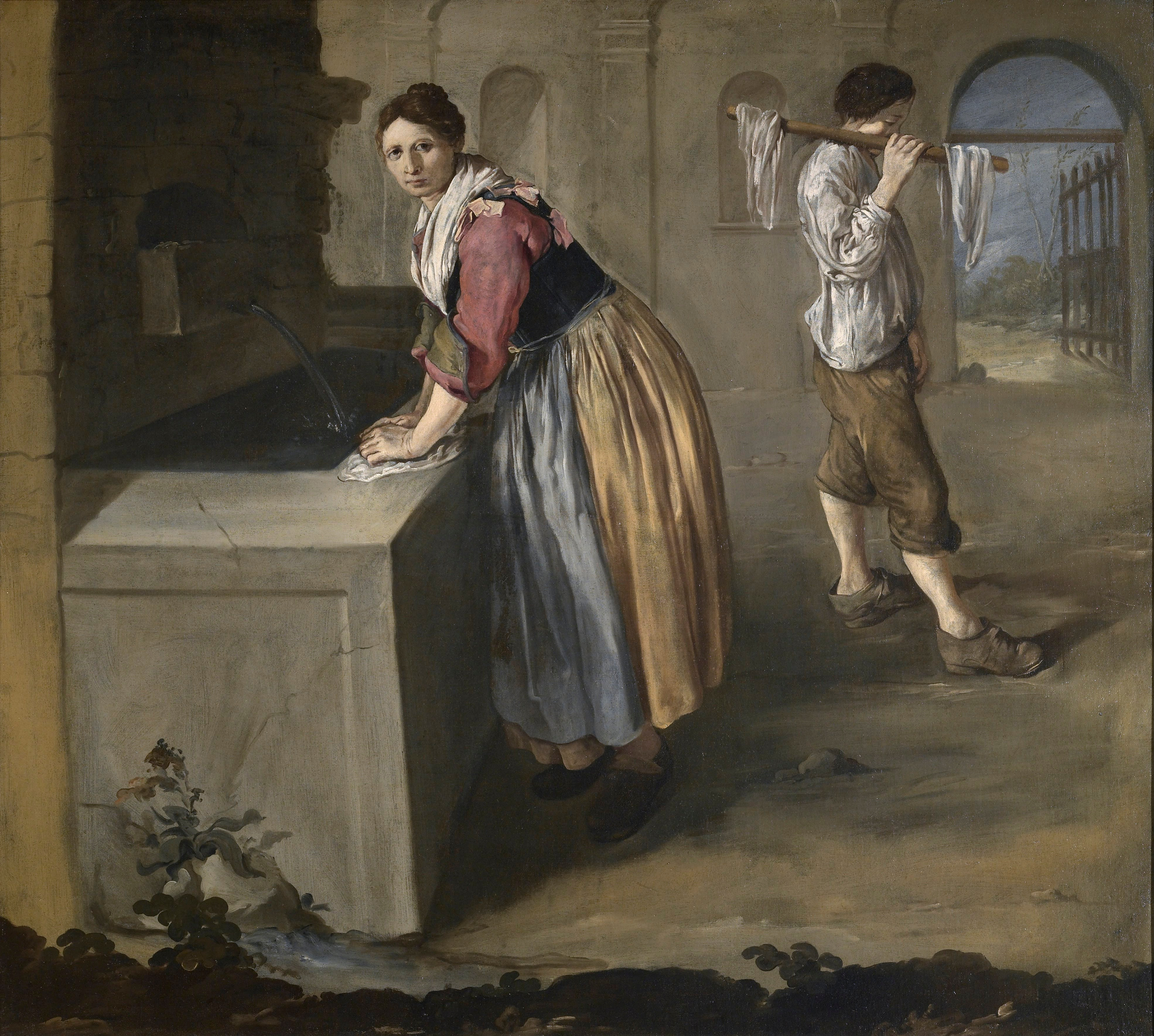
La lavandera, hacia 1728, óleo sobre lienzo, 145 x 130 cm, Brescia, Pinacoteca Civica Tosio Martinengo.

De 1726 a 1728 trabajó en la decoración al fresco del Palazzo Broletto, residencia del gobernador, y en esos mismos años se fecha la serie de pinturas de mendigos que pintó por encargo de la familia Avogrado y que le valieron el sobrenombre del Pitocchetto. En estos cuadros, dos de los cuales se conservan todavía en Brescia, en la Pinacoteca Civica Tosio-Martinengo (Dos mendigos y La lavandera), renovó la pintura de género retratando en cuadros de gran formato y de forma realista, carente de cualquier anécdota, a todo tipo de sujetos humildes vistos con empatía, en la tradición secular de la pintura realista lombarda representada por Vincenzo Foppa y con influencias diversas, entre ellas la del danés Eberhard Keil y la del francés Jacques Callot para los fondos paisajísticos. A este género, por el que será especialmente recordado, corresponde también una serie de obras encargadas en 1736 para su palacio veneciano por el mariscal Matthias von Schulenburg, importante coleccionista alemán, encargo al que pertenecen La comida de los pobres de colección particular y los Tres mendigos o Grupo de mendigos del Museo Thyssen-Bornemisza, en depósito en el Museu Nacional d'Art de Catalunya.

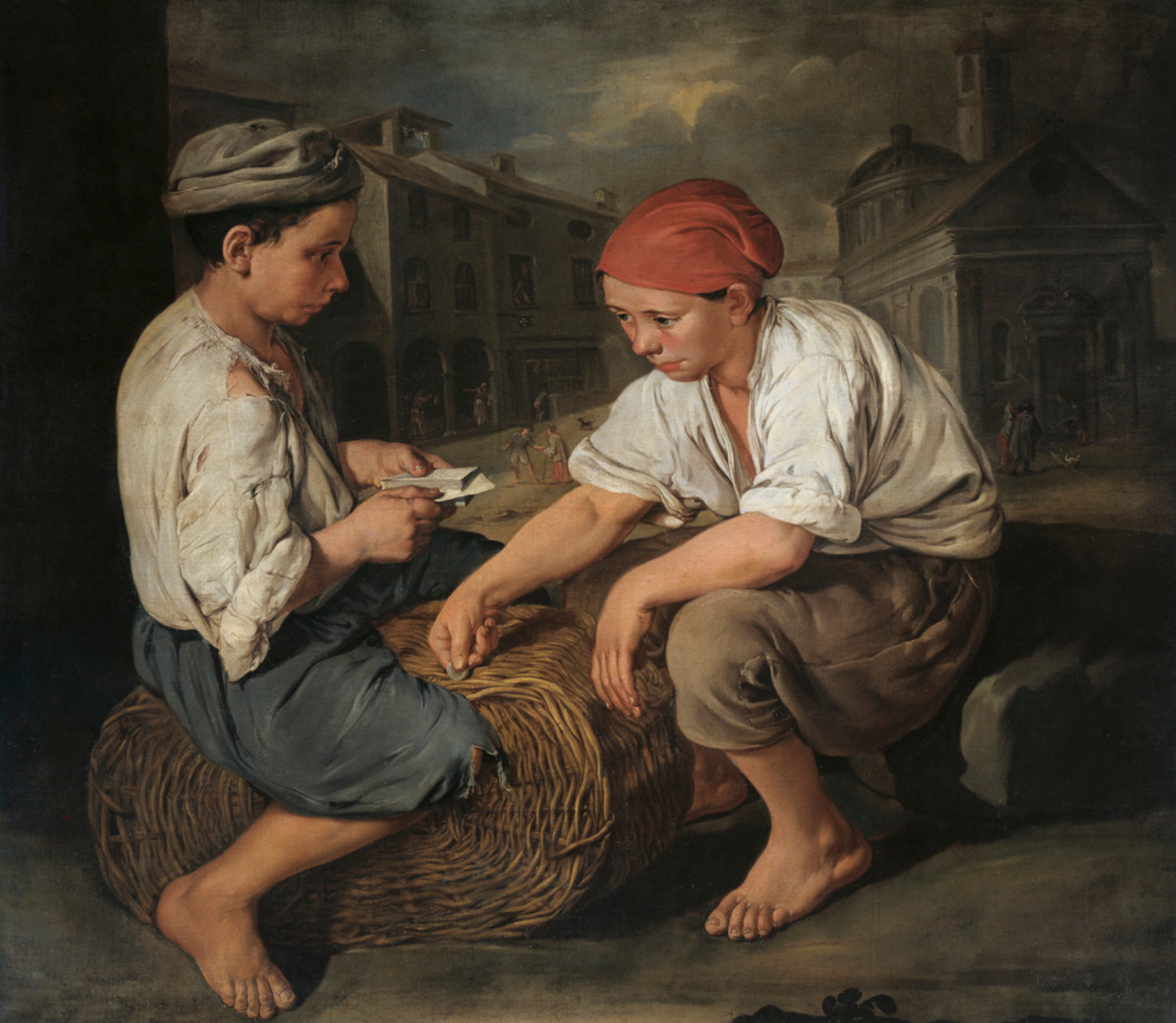
Esportilleros jugando a las cartas, óleo sobre lienzo. Colección privada.

También en 1736 trabajó en la decoración al fresco del Palacio Grassi de Venecia. De 1737 a 1742 Ceruti residió en Padua donde se le documenta trabajando para las iglesias de los franciscanos y de Santa Lucía, donde se conserva un altar dedicado a la santa. Hacia 1743 se estableció definitivamente en Milán, con algún viaje a Piacenza donde recibió diversos encargos públicos, ocupado en la pintura de asuntos sagrados y retratos, dos de los cuales —Retrato de un hombre y Retrato de una mujer—, pintados hacia 1750 y con cierto tono informal, se encuentran también en el Museo Thyssen-Bornemisza.